# Wajid (Somalia)
Koordinaten: 3° 48′ N, 43° 15′ O
Wajid (Alternativschreibung Waajid, Uegit) ist ein Ort in der Region Bakool in Südwestsomalia und Hauptstadt des Distrikts Wajid.
Die Bevölkerungszahl des Distrikts wurde 2004 auf rund 37.000 geschätzt. Das Klima des Gebietes ist arid bis semi-arid. Wichtigste Lebensgrundlagen sind (nomadische) Viehzucht und der Anbau vor allem von Sorghum.
Im Juli 2006 marschierten im Rahmen des Bürgerkrieges in Somalia äthiopische Truppen in Wajid ein. Anfang August 2008 kam es zu Kämpfen zwischen al-Shabaab und lokalen bewaffneten Gruppierungen. Dabei übernahm al-Shabaab die Kontrolle. In einem Dorf bei Wajid ließ al-Shabaab 2009 eine Frau wegen Ehebruchs steinigen, ihr Liebhaber wurde ausgepeitscht.
In Wajid befindet sich der größte Stützpunkt des Welternährungsprogramms in Somalia.